# Markthalle (Plomion)

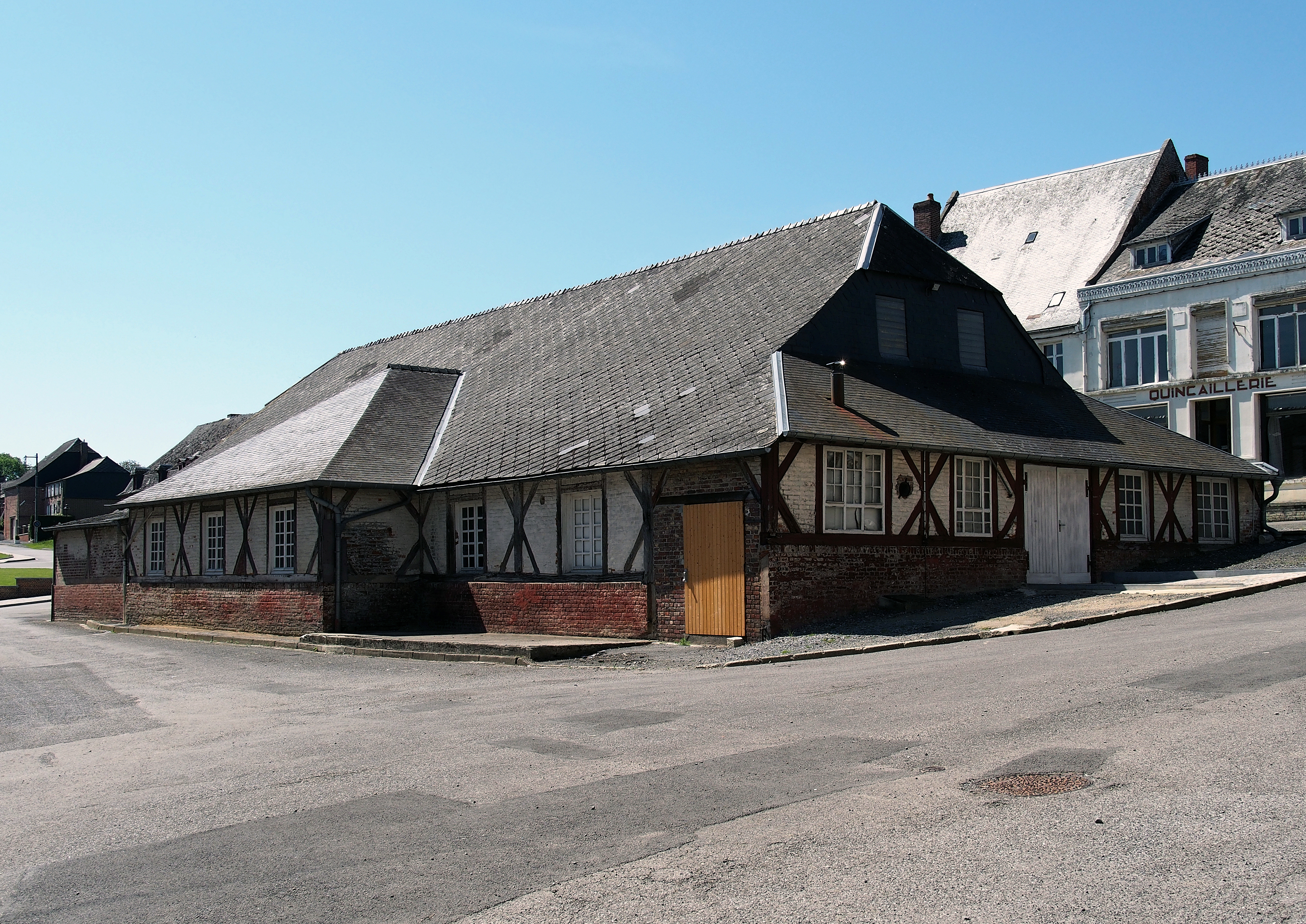
Markthalle in Plomion

Die Markthalle in Plomion, einer französischen Gemeinde im Département Aisne in der Region Hauts-de-France, wurde von 1819 bis 1821 errichtet. Die Markthalle steht seit 1998 als Monument historique auf der Liste der Baudenkmäler in Frankreich.
Das Gebäude wurde an der Stelle eines Vorgängerbaus errichtet, der durch einen Brand zerstört wurde. Im Ersten Weltkrieg wurde die offene Halle von den Deutschen mit Ziegelsteinen geschlossen und das Gebäude zur Entlausung und Desinfektion zweckentfremdet. Die Markthalle wird heute als Festsaal genutzt.